# 苏济
苏济（法語：Souzy，法語發音：[suzi]）是法国罗讷省的一个市镇，属于里昂区。

## 地理
苏济（45°42'20"N, 4°26'55"E）面积5.09 平方千米，位于法国奥弗涅-罗讷-阿尔卑斯大区罗讷省，该省份为法国中东部省份，北起顺时针与索恩-卢瓦尔省、安省、里昂大都会、伊泽尔省和卢瓦尔省接壤。
与苏济接壤的市镇（或旧市镇、城区）包括：圣洛朗德沙穆塞、阿韦兹、莱阿勒、圣富瓦拉让蒂耶尔、圣热尼拉让蒂耶尔。

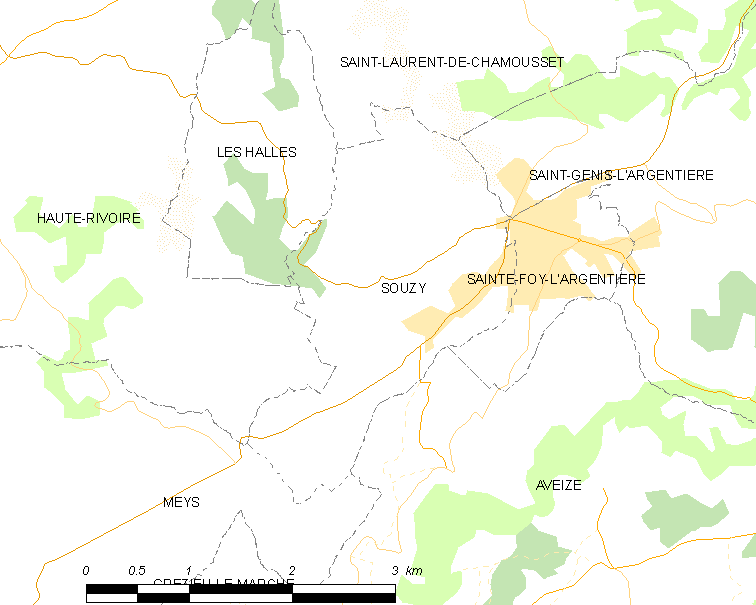
苏济的OSM定位图

苏济的时区为UTC+01:00、UTC+02:00（夏令时）。

## 行政
苏济的邮政编码为69610，INSEE市镇编码为69178。

## 政治
苏济所属的省级选区为拉尔布雷勒县。

## 人口

1962-2008年间苏济人口变化图示

苏济于2022年1月1日时的人口数量为767人。